# Хемофарм
Хемофарм а.д. је водећа фармацеутских компанија у Србији и највећи извозник лекова из Србије. Данас послује у 30 земаља на 3 континента и има око 3.200 запослених. Њен слоган је „Свако добро“.

## Историја
Седиште компаније је у Вршцу, где је Хемофарм и основан 1. јуна 1960. године. Примарна делатност Хемофарма је производња висококвалитетних, ефикасних, безбедних и доступних Rx и OTC лекова последње генерације применом најсавременијих технологија. Хемофарм производи 11, од укупно 14 фармакотерапијских група према ATC класификацији. Богат портфолио има више од 140 ИНН производа са око 280 форми и доза. Препарати који се издају без лекарског рецепта (OTC), заузимају лидерску позицију на фармацеутском тржишту Србије.
Од 9. августа 2006. Хемофарм је члан немачке STADA Групе. 

## Огранци
R&D (Истраживање и развој - Research and Development) Хемофарма, основан 1990, STADA је препознала као компетитивни центар за развој нових генеричких производа не само за локално и регионално тржиште, него и за целу STADA групу. Већ 2007. почео је интензиван развој производа намењених регистрацији и пласману на захтевном тржишту Европске уније.